# Écija Balompié
L'Écija Balompié è una società calcistica con sede a Écija, in Andalusia, in Spagna. 
Gioca nella Segunda División B, la terza serie del campionato spagnolo.

## Rosa 2009-2010
| N. |                   | Ruolo | Calciatore |
| -- | ----------------- | ----- | ---------- |
|    | Spagna (bandiera) | P     | Thorices   |
|    | Spagna (bandiera) | P     | Adrián     |
|    | Spagna (bandiera) | P     | Jose Ramón |
|    | Spagna (bandiera) | D     | Óscar      |
|    | Spagna (bandiera) | D     | Fali       |
|    | Spagna (bandiera) | D     | Javi Casca |
|    | Spagna (bandiera) | D     | Marcos     |
|    | Spagna (bandiera) | D     | Zurdo      |
|    | Spagna (bandiera) | D     | Solano     |
|    | Spagna (bandiera) | D     | Lolo Yedra |
|    | Spagna (bandiera) | D     | Jesús      |
|    | Spagna (bandiera) | D     | Dani Lanza |

| N. |                        | Ruolo | Calciatore      |
| -- | ---------------------- | ----- | --------------- |
|    | Spagna (bandiera)      | C     | Requena         |
|    | Spagna (bandiera)      | C     | Igor Angulo     |
|    | Spagna (bandiera)      | C     | David Castro    |
|    | Francia (bandiera)     | C     | Moke            |
|    | Spagna (bandiera)      | C     | Coco            |
|    | Inghilterra (bandiera) | C     | Simmonds        |
|    | Spagna (bandiera)      | C     | Ezequiel        |
|    | Spagna (bandiera)      | C     | Checa           |
|    | Spagna (bandiera)      | A     | Carlos Valverde |
|    | Spagna (bandiera)      | A     | Oskitz          |
|    | Spagna (bandiera)      | A     | Vázquez         |
|    | Spagna (bandiera)      | A     | Edu Espada      |

## Tornei nazionali
- 1ª División: 0 stagioni
- 2ª División: 2 stagioni
- 2ª División B: 15 stagioni
- 3ª División: 5 stagioni

## Palmarès

### Competizioni nazionali
- Segunda División B: 1

2007-2008

### Altri piazzamenti
- Segunda División B:

Terzo posto: 1994-1995 (gruppo IV)

## Stagioni
| Stagione | Categoria | Posizione |
| -------- | --------- | --------- |
| 1987/88  | 3ª        | 7°        |
| 1988/89  | 3ª        | 3°        |
| 1989/90  | 3ª        | 8°        |
| 1990/91  | 3ª        | 3°        |
| 1991/92  | 3ª        | 2°        |
| 1992/93  | 2ªB       | 10°       |
| 1993/94  | 2ªB       | 8°        |
| 1994/95  | 2ªB       | 3°        |
| 1995/96  | 2ª        | 13°       |
| 1996/97  | 2ª        | 20°       |
| 1997/98  | 2ªB       | 15°       |
| 1998/99  | 2ªB       | 15°       |

| Stagione | Categoria | Posizione |
| -------- | --------- | --------- |
| 1999/00  | 2ªB       | 14°       |
| 2000/01  | 2ªB       | 10°       |
| 2001/02  | 2ªB       | 9°        |
| 2002/03  | 2ªB       | 8°        |
| 2003/04  | 2ªB       | 9°        |
| 2004/05  | 2ªB       | 12°       |
| 2005/06  | 2ªB       | 5°        |
| 2006/07  | 2ªB       | 10°       |
| 2007/08  | 2ªB       | 1°        |
| 2008/09  | 2ªB       | 13°       |
| 2009/10  | 2ªB       | —         |